# Mahlon Dickerson
Mahlon Dickerson (Hanover, 17 aprile 1770 – Succasunna-Kenvil, 5 ottobre 1853) è stato un giurista e politico statunitense.

## Biografia
Fu il decimo Segretario della marina statunitense durante la Presidenza di Andrew Jackson prima e nel coorso della presidenza di Martin Van Buren poi. Fratello maggiore del governatore dello stato del New Jersey Philemon Dickerson.
La sua educazione scolastica fu dapprima privata attraverso l'impiego di tutori, poi frequentò il College of New Jersey (l'attuale Università di Princeton ) terminando gli studi nel 1789. Divenne il settimo Governatore del New Jersey e membro del Senato.